# Friedrich Ferdinand de Schleswig-Holstein-Sonderbourg-Glücksbourg
Titre
Duc de Schleswig-Holstein-Sonderbourg-Glücksbourg
Depuis le 27 septembre 2023
(1 an, 5 mois et 15 jours)
Friedrich Ferdinand de Schleswig-Holstein-Sonderbourg-Glücksbourg (en allemand : Friedrich Ferdinand Prinz zu Schleswig-Holstein-Sonderburg-Glücksburg) né à Eckernförde le 19 juillet 1985, est duc de Schleswig-Holstein-Sonderbourg-Glücksbourg et, par primogéniture agnatique, l'aîné de la maison d'Oldenbourg depuis le 27 septembre 2023.

## Biographie

### Famille
Né en 1985 à Eckernförde, dans l'arrondissement de Rendsburg-Eckernförde, Friedrich Ferdinand de Schleswig-Holstein-Sonderbourg-Glücksbourg est le premier fils du duc Christophe de Schleswig-Holstein-Sonderbourg-Glücksbourg (1949-2023) et de la princesse Elisabeth de Lippe-Weissenfeld (née en 1957), mariés en 1981. Il a une sœur aînée : Sophie (1983), ainsi que deux frères cadets : Constantin (1986) et Léopold (1991),.

### Carrière
Après avoir quitté l'école, il étudie l'économie à Hambourg. En 2011, Ferdinand a obtenu un diplôme en immobilier à Berlin de l'IREBS Real Estate Academy. Il a ensuite déménagé en Angleterre pour passer un an à étudier un MBA en agro-alimentaire à la Royal Agricultural University.
De 2012 à 2015, il a travaillé dans l'immobilier chez Quantum Immobilien AG à Hambourg. En 2015, il rejoint la société immobilière et de développement de projets De Waal Partners en tant qu'associé directeur.
En avril 2019, il a repris la direction de l'entreprise familiale du Schleswig-Holstein. En décembre 2019, Ferdinand a acquis une participation dans Torrefaktum, qui possède plusieurs cafés à Hambourg.

### Mariage
Friedrich Ferdinand épouse en mars 2017 Anjuta Buchholz (née en 1987), fille de Martin Buchholz et de Gisela Winkelmann,. Deux fils sont nés de cette union : 
1. Alfred de Schleswig-Holstein-Sonderbourg-Glücksbourg (née en 2019);
2. Albert de Schleswig-Holstein-Sonderbourg-Glücksbourg (née en 2020).

### Succession
Le 27 septembre 2023, à la mort de son père, dont il est le fils aîné, Friedrich Ferdinand de Schleswig-Holstein-Sonderbourg-Glücksbourg lui succède.

## Généalogie
Friedrich Ferdinand de Schleswig-Holstein-Sonderbourg-Glücksbourg appartient à la quatrième branche (lignée de Schleswig-Holstein-Sonderbourg-Beck) issue de la première branche de la maison de Schleswig-Holstein-Sonderbourg, elle-même issue de la première branche de la maison d'Oldenbourg.

## Titulature
- 19 juillet 1985 — 27 septembre 2023 : Son Altesse le prince Friedrich Ferdinand de Schleswig-Holstein-Sonderbourg-Glücksbourg
- Depuis le 27 septembre 2023 : Son Altesse le duc de Schleswig-Holstein

## Ascendance
|  |                                                                      |  |  |  |  |  |  |  |  |  |  |  |  |
|  | 8. Frédéric de Schleswig-Holstein-Sonderbourg-Glücksbourg            |  |  |  |  |  |  |  |  |  |  |  |  |
|  |                                                                      |  |  |  |  |  |  |  |  |  |  |  |  |
|  |                                                                      |  |  |  |  |  |  |  |  |  |  |  |  |
|  | 4. Pierre de Schleswig-Holstein-Sonderbourg-Glücksbourg              |  |  |  |  |  |  |  |  |  |  |  |  |
|  |                                                                      |  |  |  |  |  |  |  |  |  |  |  |  |
|  |                                                                      |  |  |  |  |  |  |  |  |  |  |  |  |
|  | 9. Marie Melita de Hohenlohe-Langenbourg                             |  |  |  |  |  |  |  |  |  |  |  |  |
|  |                                                                      |  |  |  |  |  |  |  |  |  |  |  |  |
|  |                                                                      |  |  |  |  |  |  |  |  |  |  |  |  |
|  | 2. Christophe de Schleswig-Holstein-Sonderbourg-Glücksbourg          |  |  |  |  |  |  |  |  |  |  |  |  |
|  |                                                                      |  |  |  |  |  |  |  |  |  |  |  |  |
|  |                                                                      |  |  |  |  |  |  |  |  |  |  |  |  |
|  | 10. Stephan de Schaumbourg-Lippe                                     |  |  |  |  |  |  |  |  |  |  |  |  |
|  |                                                                      |  |  |  |  |  |  |  |  |  |  |  |  |
|  |                                                                      |  |  |  |  |  |  |  |  |  |  |  |  |
|  | 5. Marie Alix de Schaumbourg-Lippe                                   |  |  |  |  |  |  |  |  |  |  |  |  |
|  |                                                                      |  |  |  |  |  |  |  |  |  |  |  |  |
|  |                                                                      |  |  |  |  |  |  |  |  |  |  |  |  |
|  | 11. Ingeborg d'Oldenbourg                                            |  |  |  |  |  |  |  |  |  |  |  |  |
|  |                                                                      |  |  |  |  |  |  |  |  |  |  |  |  |
|  |                                                                      |  |  |  |  |  |  |  |  |  |  |  |  |
|  | 1. Friedrich Ferdinand de Schleswig-Holstein-Sonderbourg-Glücksbourg |  |  |  |  |  |  |  |  |  |  |  |  |
|  |                                                                      |  |  |  |  |  |  |  |  |  |  |  |  |
|  |                                                                      |  |  |  |  |  |  |  |  |  |  |  |  |
|  | 12. Alfred de Lippe-Weissenfeld                                      |  |  |  |  |  |  |  |  |  |  |  |  |
|  |                                                                      |  |  |  |  |  |  |  |  |  |  |  |  |
|  |                                                                      |  |  |  |  |  |  |  |  |  |  |  |  |
|  | 6. Alfred de Lippe-Weissenfeld                                       |  |  |  |  |  |  |  |  |  |  |  |  |
|  |                                                                      |  |  |  |  |  |  |  |  |  |  |  |  |
|  |                                                                      |  |  |  |  |  |  |  |  |  |  |  |  |
|  | 13. Franziska von Schönborn-Buchheim                                 |  |  |  |  |  |  |  |  |  |  |  |  |
|  |                                                                      |  |  |  |  |  |  |  |  |  |  |  |  |
|  |                                                                      |  |  |  |  |  |  |  |  |  |  |  |  |
|  | 3. Élisabeth de Lippe-Weissenfeld                                    |  |  |  |  |  |  |  |  |  |  |  |  |
|  |                                                                      |  |  |  |  |  |  |  |  |  |  |  |  |
|  |                                                                      |  |  |  |  |  |  |  |  |  |  |  |  |
|  | 14. Gustav Heinrich Wagner von Wehrborn                              |  |  |  |  |  |  |  |  |  |  |  |  |
|  |                                                                      |  |  |  |  |  |  |  |  |  |  |  |  |
|  |                                                                      |  |  |  |  |  |  |  |  |  |  |  |  |
|  | 7. Irmgard Julinka Wagner von Wehrborn                               |  |  |  |  |  |  |  |  |  |  |  |  |
|  |                                                                      |  |  |  |  |  |  |  |  |  |  |  |  |
|  |                                                                      |  |  |  |  |  |  |  |  |  |  |  |  |
|  | 15. Elisabetha Hämmerle                                              |  |  |  |  |  |  |  |  |  |  |  |  |
|  |                                                                      |  |  |  |  |  |  |  |  |  |  |  |  |
|  |                                                                      |  |  |  |  |  |  |  |  |  |  |  |  |